# Battaglia di Ponte Nuovo
(Epitaffio a Ponte Nuovo, località di Castello di Rostino)

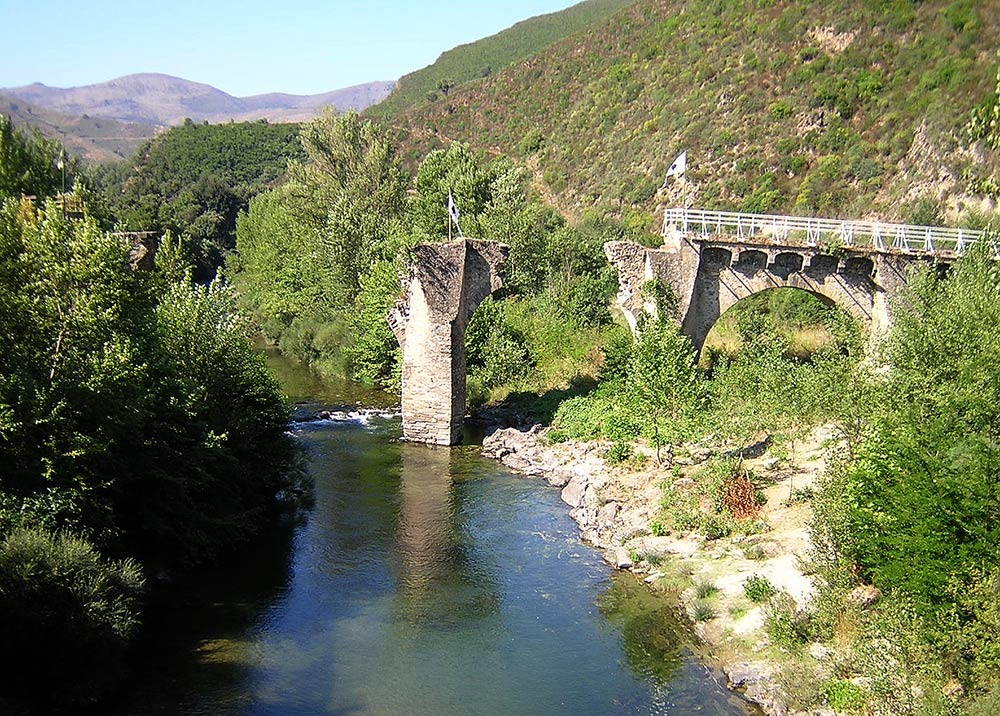
Ponte Nuovo, il ponte genovese luogo della battaglia

La battaglia di Ponte Nuovo (in corso battaglia di Ponte Novu, in francese bataille de Ponte Novo), si svolse dall'8 al 9 maggio 1769,  ultimo scontro tra gli indipendentisti della Repubblica di Corsica di Pasquale Paoli, aiutati dal padre di Napoleone Bonaparte, Carlo e le armate del re di Francia Luigi XV. Guidati dai granatieri francesi per la strada di Corte, capitale della nazione corsa, questa battaglia sancisce la fine della seconda e ultima fase della guerra in Corsica tra truppe francesi e indipendentisti.
Il ponte genovese che collega le due rive del Golo a Ponte Nuovo, fu il luogo dove si affrontarono le truppe francesi e quelle paoliste composte dai corsi e dai mercenari prussiani, dopo che le armate francesi avevano rallentato l'avanzata dei corsi a Boccheciampe d'Oletta. Il ponte fu distrutto dai tedeschi in ritirata durante la Seconda guerra mondiale. La battaglia rimane tuttora un forte evento simbolico per i corsi e per i nazionalisti. Il 13 giugno 1769 Pasquale Paoli sciolse le milizie rimaste e si imbarcò per la Gran Bretagna da Porto Vecchio: l'indipendenza corsa era ufficialmente finita.

## Preambolo
Dopo la sconfitta subita a Borgo, Luigi XV cambiò tattica: tentò dapprima, a più riprese e senza successo, di far assassinare Pasquale Paoli e cercò di corrompere alcuni suoi luogotenenti; poi, al comando del conte di Vaux, inviò un corpo di spedizione di 22 000 uomini supportati da numerosi pezzi di artiglieria. Sul versante corso, l'esercito nazionale poteva contare su 15 000 uomini, compresi mercenari prussiani e svizzeri, ma con pochissime armi. Per porre fine al governo corso di Pasquale Paoli, il comando francese decise di spostarsi su Corte attraverso il passaggio di Golo a Ponte Nuovo.

## Preludio
Il conte di Vaux decide di coinvolgere 15 000 uomini in questa azione dal 1° al 4 maggio 1769. Mentre è al comando delle forze principali, al centro, la sua ala destra è comandata dal colonnello d'Arcambal e la sua ala sinistra è sotto il comando di Marbeuf.
Il 5 maggio 1769 iniziarono le operazioni con l'occupazione dei comuni di Murato e San Nicolao, rompendo così le difese corse del Nebbio, occupando successivamente Borgo e attraversando il Golu. Il 6 maggio 1769 le truppe francesi presero la Costera.

## Corso della battaglia
Il 7 maggio 1769, dopo aver occupato Santo Pietro e Lento, il Conte di Vaux vi stabilì la sua sede. Successivamente 2 000 uomini delle truppe corse, compresi mercenari prussiani e svizzeri, al comando di Antonio Gentili (futuro governatore militare di Corfù sotto il Direttorio), si posizionarono a Ponte Nuovo per bloccare l'avanzata delle truppe francesi.
L'8 maggio 1769, volendo riprendere Lento ai francesi, Pasquale Paoli decise di attaccare il villaggio da tre lati. Le truppe comandate da Pietro Colle da Rostino, guidano l'attacco principale verso i comuni di Tenda e di Lento, situati nella valle del Golo dove erano di stanza le truppe del Conte di Vaux. Un primo feroce assalto costrinse le truppe francesi a ripiegare, consentendo alle truppe corse di avanzare. Ma rinforzi francesi provenienti da Lento e Canavaggia respinsero le truppe corse. Successivamente un contrattacco francese costrinse i corsi a ritirarsi, in ordine, sulla sponda destra del ponte, lato Rostino, dove nel frattempo erano già giunti 1 200 soldati francesi in attesa sulle alture.
Assaliti da tutte le parti, i Corsi cercarono quindi di tornare disordinatamente sull'altra sponda, contemporaneamente le truppe in ritirata di Pietro Colle furono prese a fucilate dai mercenari prussiani incaricati di difendere il ponte. Assaltate da una parte dai francesi e impedite dall'altra di attraversare il ponte, le truppe corse vengono respinte.
Voltaire, nell'opera Le Précis du Siècle de Louis XV (1ª edizione 1768), scrive con ammirazione in occasione di questa lotta:
“L'arma principale dei corsi era il loro coraggio. Questo coraggio fu così grande che in uno di questi combattimenti, verso un fiume chiamato Golo, costruirono un baluardo dei loro morti per avere il tempo di ricaricarsi alle loro spalle prima di fare una necessaria ritirata; i loro feriti si mescolavano tra i morti per rafforzare il bastione. C'è valore ovunque, ma queste azioni si vedono solo tra i popoli liberi. "
Eppure i combattimenti non cessarono dopo questa battaglia. Altri ebbero luogo come nella regione di Vico, dal 1° al 5 giugno 1769, tra le truppe di Clemente Paoli, fratello di Pasquale Paoli, e i battaglioni del conte de Narbonne, comandante militare di Ajaccio. Nello stesso periodo i Corsi si opposero invano all'avanzata delle truppe francesi, come a Fiumorbo o nel Vivario. I francesi cercarono di catturare Pasquale Paoli, che riuscì a fuggire, con 300 fedeli, imbarcandosi a Porto-Vecchio il 13 giugno 1769 per Livorno.

## Conseguenze
A seguito di questa sconfitta, Paoli sarà costretto all'esilio. Da notare che nei mesi successivi quasi un centinaio di famiglie corse, tra le più influenti, furono nobilitate da Luigi XV, la maggior parte di quelle che avevano partecipato alla battaglia al fianco di Paoli (l'esempio del Bonaparte è il più noto). Ponte Novo segna la fine dell'indipendenza paolista, durata quattordici anni, dal 1755 al 1769. Finisce così il sogno di una Corsica indipendente, certamente dipendente dall'aiuto dell'Inghilterra, ma dotata di una costituzione, una bandiera (che precede in particolare la bandiera tricolore), la sua moneta, il suo esercito, la sua marina, la sua università, dove erano ammessi i borsisti selezionati in base ai loro meriti e dove, a condizione di essere capifamiglia, le donne avevano diritto di voto - mentre nessun altro popolo europeo, indipendentemente dal genere, disponeva ancora di questo diritto.
Per le sue imprese, Paoli, caduto così a Ponte Nuovo, ha beneficiato di numerose testimonianze di ammirazione e rimane noto, in particolare negli Stati Uniti, come uno dei principali ispiratori della Dichiarazione d'indipendenza degli Stati Uniti d'America del 1776 e della Costituzione degli Stati Uniti d'America.

## La battaglia oggi
Ancora oggi la battaglia di Ponte Nuovo viene rievocata ogni anno l'8 maggio e il più delle volte dà luogo a ricostruzioni in costumi d'epoca. Alcuni trovano curioso che i patrioti corsi celebrino una sconfitta con effetti radicalmente distruttivi per una nazione che aveva già preso forma in seguito alla prima dichiarazione di indipendenza fatta il 30 gennaio 1735, con l'approvazione delle autorità religiose. locale (questo a seguito di una disputa teologica durata quattro anni, dal 1731 al 1735). Ad eccezione dell'effimero regno anglo-corso del 1794 e dell'occupazione italiana del 1942-43, la Corsica è rimasta francese da allora.
Il ponte genovese che collega le due rive del Golo a Ponte Nuovo, luogo di confronto diretto tra le truppe paoliste composte da corsi e da mercenari prussiani, e gli eserciti francesi a cui si unirono anche dei combattenti corsi, in particolare le famiglie Boccheciampe d'Oletta, Casabianca de Vescovato, Rossi d'Ajaccio, Buttafuoco, per la maggior parte ufficiali della Corsica reale, fu distrutto durante la seconda guerra mondiale.

## Galleria d'immagini

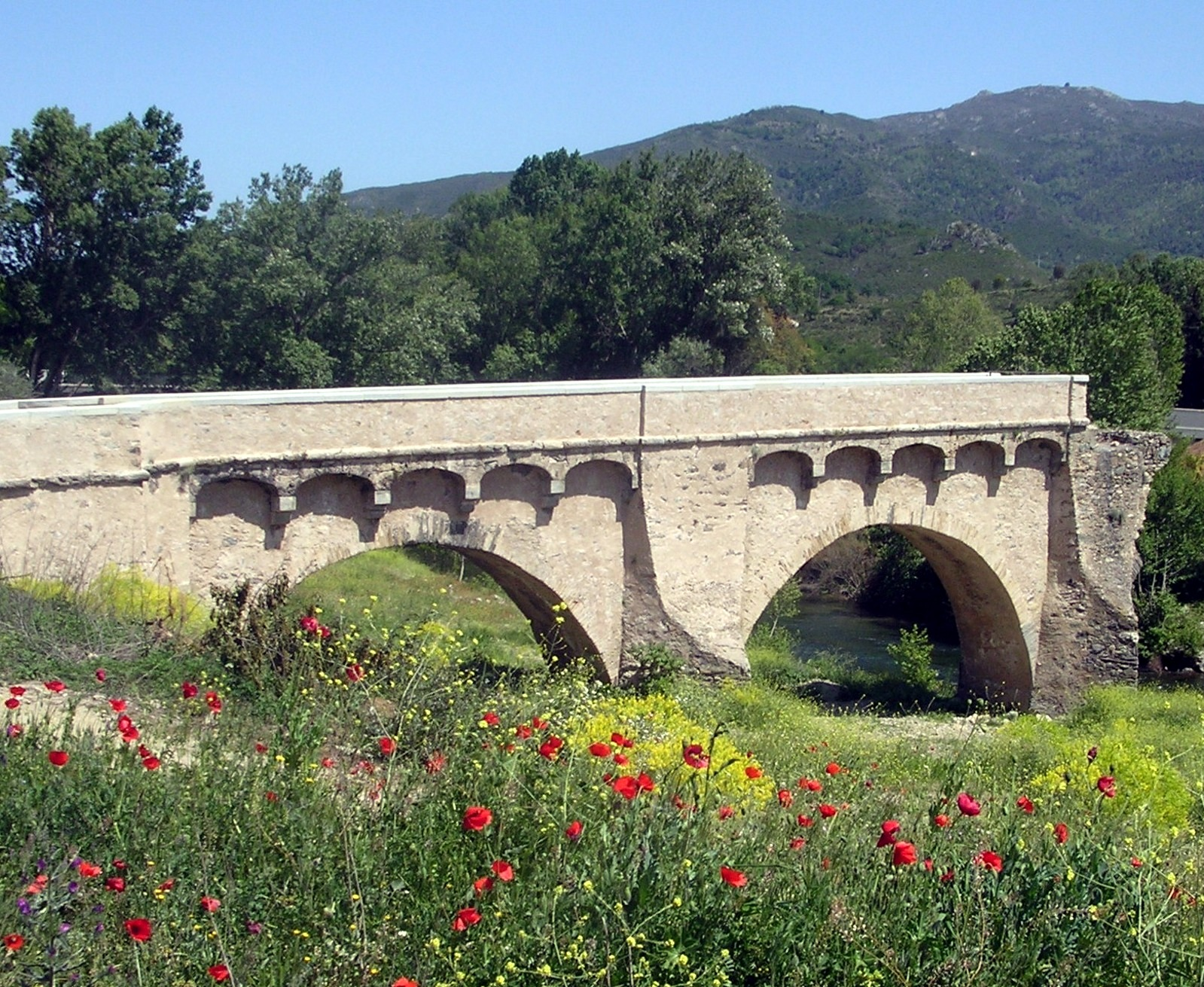
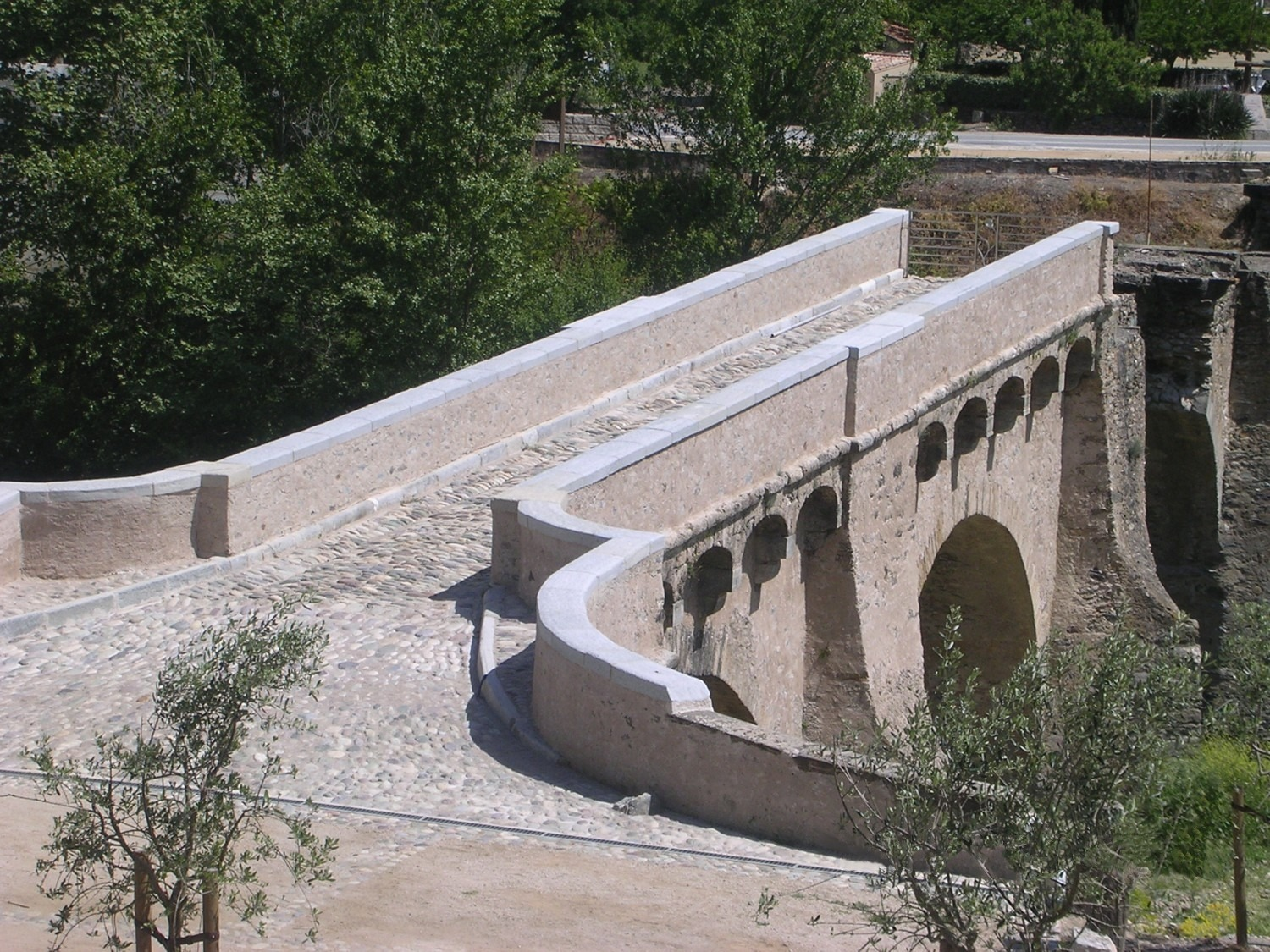
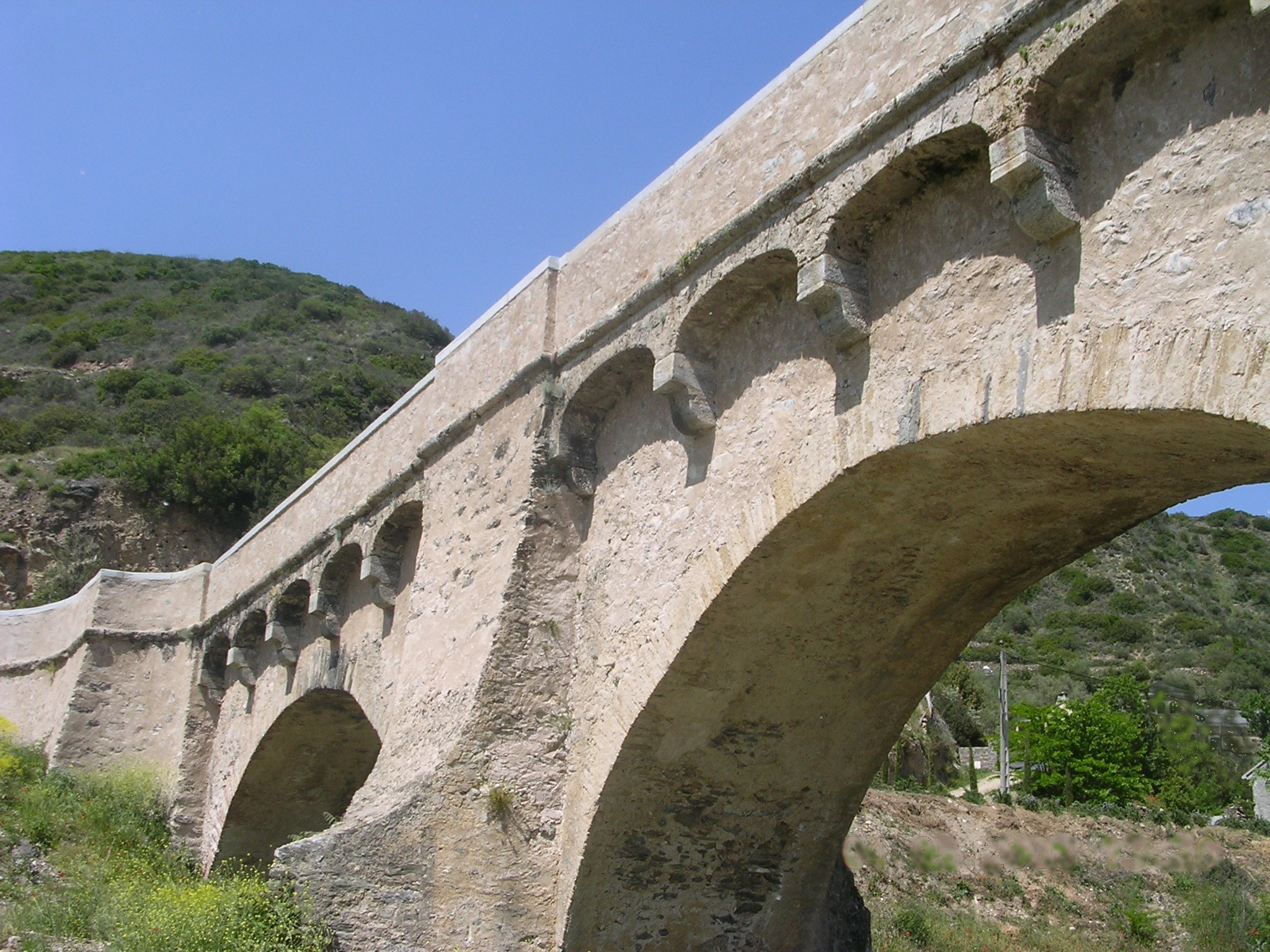
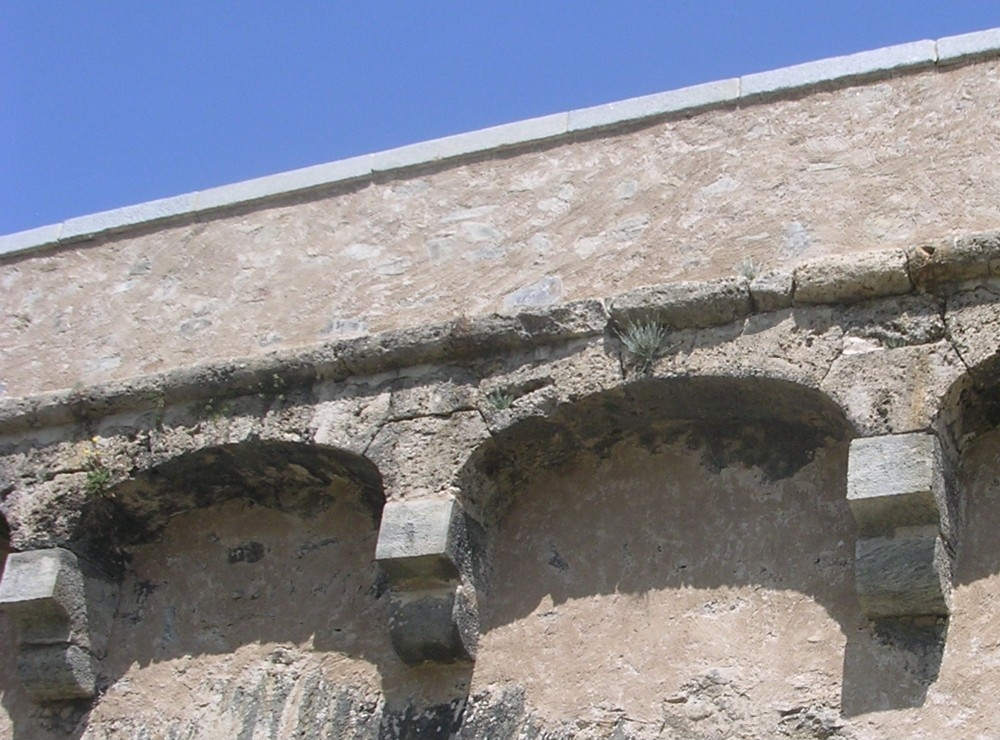